# 市原市立千種中学校
市原市立千種中学校（いちはらしりつ ちぐさちゅうがっこう）は、千葉県市原市千種にある公立中学校。文部科学省の学校コードはC112210002253、旧学校調査番号は123919で、教育開発出版の所属中学校コードは120410。

## 概要
市原市北西部の五井地区に位置する。現在の学校は2代目で人口増加により1987年（昭和62年）に市原市立姉崎中学校と市原市立五井中学校から分離開校した新設校である。初代は現在の姉崎地区に位置し、1955年（昭和30年）3月30日に町村合併とその関連の行政区域変更によって閉校した。
2022年（令和4年）5月1日現在、市原市にある公立中学校で、進学前の小学校が1校のみの学校の中では最も生徒数が多い。

## 沿革

### 概歴
千種周辺の宅地開発による人口増加の傾向が見られたため、1987年（昭和62年）4月1日に市原市立千種小学校の通学区域と同じ範囲を通学区域として指定した市原市立千種中学校が市原市立姉崎中学校と市原市立五井中学校から分離する形で開校した。2021年（令和3年）現在は市原市で6番目に生徒数の多い中学校となっている。

### 年表
- 1987年（昭和62年）4月1日 - 市原市立千種中学校〈2代目〉開校[4]。

## 校則

### 制服
1987年の開校当時から変わっていない。以下詳細である。
- 冬服
  - 男子：詰襟学生服（カラー付）
  - 女子：白3本ラインのセーラー服（吊りスカート）、入学年度ごとに指定された赤・白・青の何れかの色のスカーフ
- 夏服
  - 男子：白いYシャツ、「chigusa」の文字が入った黒のスラックス
  - 女子：白のブラウス、ジャンパースカート、入学年度ごとに指定された赤、水色、青の何れかの色の細いリボン(2025年現在は全校が水色のリボン)

姉崎中学校・姉崎東中学校・有秋中学校・双葉中学校・市東中学校・菊間中学校・市原中学校・東海中学校・三和中学校の制服とは、校章以外でほとんど見分けがつかない。八幡中学校も2023年度実施の制服変更前は同じデザインであった。

### 制定ジャージ

#### 現行デザイン
2019年（平成31年）4月1日よりジャージデザインの変更を実施した。以下が現行デザインの詳細である。
- 明るい空色を基調としたもの

#### 旧デザイン
2019年（平成31年）3月31日以前のジャージデザインは以下の通りである。
- 紺色を基調としたもの。
- 八幡中学校のジャージと似ている。

### その他
- 距離によっては自転車通学が可能である。(2025年現在自転車通学は不可)

## 施設

### 敷地
敷地の詳細は以下の通りである。
- 所在地：〒299-0109　千葉県市原市千種6丁目1番地1
- 所有者：市原市
- 敷地面積：32,652m2
- 用途地域：第一種低層住居専用地域
- 指定建蔽率：50%
- 指定容積率：100%
- 取得価格：1,345,199,811円

### 建物
敷地内の建物は以下の通りである。
| 棟番号 | 棟名称         | 建物用途       | 財産 区分 | 構造主体 | 階数        | 延床面積 | 建築年 | 耐震情報 | 備考 |
| ------ | -------------- | -------------- | --------- | -------- | ----------- | -------- | ------ | -------- | ---- |
| 001    | 校舎-1         | 校舎・園舎     | 公共用    | RC造     | 地上3階建て | 3,860.00 | 1988   | 新耐震   |      |
| 002    | 体育館         | 体育館         | 公共用    | S造      | 地上1階建て | 1,012.00 | 1988   | -        |      |
| 003    | 校舎-2         | 校舎・園舎     | 公共用    | RC造     | 地上3階建て | 861.61   | 2011   | 新耐震   |      |
| 004    | 武道場         | 体育館         | 公共用    | RC造     | 地上1階建て | 681.00   | 1991   | 新耐震   |      |
| 005    | 倉庫・物置     | 倉庫・物置     | 公共用    | 木造     | 地上1階建て | 70.00    | 1988   | -        |      |
| 006    | 倉庫・物置     | 倉庫・物置     | 公共用    | 木造     | 地上1階建て | 62.00    | 1988   | -        |      |
| 007    | 脱衣室・更衣室 | 脱衣室・更衣室 | 公共用    | 木造     | 地上1階建て | 62.00    | 1989   | -        |      |
| 008    | 校舎・園舎     | 校舎・園舎     | 公共用    | S造      | 地上1階建て | 50.84    | 2011   | -        |      |
| 009    | 倉庫・物置     | 倉庫・物置     | 公共用    | S造      | 地上1階建て | 27.00    | 2000   | -        |      |
| 010    | 倉庫・物置     | 倉庫・物置     | 公共用    | 木造     | 地上1階建て | 26.00    | 1988   | -        |      |
| 011    | 倉庫・物置     | 倉庫・物置     | 公共用    | 木造     | 地上1階建て | 26.00    | 1988   | -        |      |

## 規模
2021年（令和3年）4月1日現在の生徒数は430名、通常学級数は13となっている。

## 諸活動

### 生徒会活動
活発で千種祭(合唱祭)や三送会などでは生徒会によるオープニングセレモニーが行われる

かなり楽しいしおもしろい

## 通学区域
以下の町丁字とその範囲を通学区域として指定している。
- 柏原の全域
- 白塚の全域
- 今津朝山の全域
- 千種海岸の全域
- 青柳（住居表示未施行区域）の全域
- 青柳1 - 3丁目の全域
- 青柳北1 - 4丁目の全域
- 千種1 - 7丁目の全域
- 松ケ島（住居表示未施行区域）の全域
- 松ケ島1 - 2丁目の全域
- 松ケ島西1丁目の全域
- 島野の一部

## 通学区域内施設
- 市原市立千種コミュニティセンター
- 市原市立千種小学校
- せんどう青柳店

## 小学校区
- 市原市立千種小学校

## 隣接中学校区
- 市原市立姉崎中学校
- 市原市立五井中学校
- 市原市立東海中学校

## アクセス
- 姉ケ崎駅から徒歩35分
- 五井駅から徒歩55分
- 小湊鐵道バス
  - （八21・八22系統）『千種中学校入口』で下車、徒歩9分
  - （五23系統）『青柳西』又は『千種通り角』で下車、徒歩7分